# فورستبورغ (ألبرتا)
فورستبورغ (بالإنجليزية: Forestburg, Alberta)‏ هي قرية تقع في كندا في ألبرتا. يقدر عدد سكانها بـ 831 نسمة ومساحتها 2.75 كم2 و وترتفع عن سطح البحر 662.90 متر.

## المناخ
يظهر الجدول التالي التغييرات المناخية على مدار السنة لفورستبورغ:
| البيانات المناخية لـفورستبورغ     | البيانات المناخية لـفورستبورغ | البيانات المناخية لـفورستبورغ | البيانات المناخية لـفورستبورغ | البيانات المناخية لـفورستبورغ | البيانات المناخية لـفورستبورغ | البيانات المناخية لـفورستبورغ | البيانات المناخية لـفورستبورغ | البيانات المناخية لـفورستبورغ | البيانات المناخية لـفورستبورغ | البيانات المناخية لـفورستبورغ | البيانات المناخية لـفورستبورغ | البيانات المناخية لـفورستبورغ | البيانات المناخية لـفورستبورغ |
| الشهر                             | يناير                         | فبراير                        | مارس                          | أبريل                         | مايو                          | يونيو                         | يوليو                         | أغسطس                         | سبتمبر                        | أكتوبر                        | نوفمبر                        | ديسمبر                        | المعدل السنوي                 |
| --------------------------------- | ----------------------------- | ----------------------------- | ----------------------------- | ----------------------------- | ----------------------------- | ----------------------------- | ----------------------------- | ----------------------------- | ----------------------------- | ----------------------------- | ----------------------------- | ----------------------------- | ----------------------------- |
| الدرجة القصوى °م (°ف)             | 11 (52)                       | 15 (59)                       | 20.6 (69.1)                   | 30 (86)                       | 35 (95)                       | 34.4 (93.9)                   | 36 (97)                       | 37 (99)                       | 35.6 (96.1)                   | 29.5 (85.1)                   | 20.5 (68.9)                   | 14 (57)                       | 37 (99)                       |
| متوسط درجة الحرارة الكبرى °م (°ف) | −6.8 (19.8)                   | −3.4 (25.9)                   | 2.3 (36.1)                    | 11.4 (52.5)                   | 17.8 (64.0)                   | 21.5 (70.7)                   | 23.6 (74.5)                   | 23.2 (73.8)                   | 17.4 (63.3)                   | 11.6 (52.9)                   | 1 (34)                        | −5.1 (22.8)                   | 9.5 (49.1)                    |
| المتوسط اليومي °م (°ف)            | −11.9 (10.6)                  | −8.5 (16.7)                   | −2.5 (27.5)                   | 5.8 (42.4)                    | 11.8 (53.2)                   | 15.8 (60.4)                   | 17.9 (64.2)                   | 17.1 (62.8)                   | 11.7 (53.1)                   | 6 (43)                        | −3.5 (25.7)                   | −9.9 (14.2)                   | 4.1 (39.4)                    |
| متوسط درجة الحرارة الصغرى °م (°ف) | −16.9 (1.6)                   | −13.6 (7.5)                   | −7.3 (18.9)                   | 0.1 (32.2)                    | 5.7 (42.3)                    | 10 (50)                       | 12.1 (53.8)                   | 11 (52)                       | 5.9 (42.6)                    | 0.3 (32.5)                    | −7.9 (17.8)                   | −14.6 (5.7)                   | −1.3 (29.7)                   |
| أدنى درجة حرارة °م (°ف)           | −44.4 (−47.9)                 | −42.2 (−44.0)                 | −39.4 (−38.9)                 | −25.6 (−14.1)                 | −7 (19)                       | −3.3 (26.1)                   | 4.4 (39.9)                    | 0 (32)                        | −6.5 (20.3)                   | −21 (−6)                      | −32 (−26)                     | −45 (−49)                     | −45 (−49)                     |
| الهطول مم (إنش)                   | 17.4 (0.69)                   | 11.3 (0.44)                   | 16.5 (0.65)                   | 22.3 (0.88)                   | 46.1 (1.81)                   | 79.1 (3.11)                   | 73.2 (2.88)                   | 58.4 (2.30)                   | 38.3 (1.51)                   | 15 (0.6)                      | 13.3 (0.52)                   | 15 (0.6)                      | 402 (15.8)                    |
| المصدر: Environment Canada        |                               |                               |                               |                               |                               |                               |                               |                               |                               |                               |                               |                               |                               |